# Cornwallské prase
Cornwallské prase, častěji jen cornwall, zřídka velké černé anglické nebo velké černé, ang. Large black pig, je plemeno prasete domácího pocházející z Velké Británie, především z hrabství Devon, Cornwall a Essex. Je to prase velkého tělesného rámce a jediné britské plemeno prasat, které je úplně celé černé, odtud anglické pojmenování, které v překladu znamená „velké černé prase“.
Je to nenáročné, konstitučně tvrdé a klidné plemeno, prasnice vynikají výbornou plodností. Je vhodné pro extenzivní chovy, do intenzivních chovů se nehodí.
Cornwallské prase vzniklo spojením krajových populací černých prasat západní a východní Anglie. Chovatelská organizace a plemenná kniha byla založena v roce 1898 nebo 1899 a cíleným chovem se rozdíly mezi krajovými rázy vytratily. Plemeno zažilo vrchol na začátku dvacátého století a v té době došlo k četným vývozům mimo Spojené království. Počet chovaných cornwallských prasat poklesl po druhé světové válce s rozvojem chovu plemen prasat vhodnějších pro intenzivní masnou produkci ve velkochovech a v šedesátých letech 20. století bylo plemeno na pokraji vyhynutí. Od té doby sice počet cornwallských prasat stoupl, nicméně organizace The Rare Breed Survival Trust, The American Livestock Breeds Conservancy i Rare Breeds Canada, které se zabývají ochranou vzácných plemen, považují cornwallské prase za zranitelné plemeno.

## Historie
Předkové cornwallského prasete pocházeli z místních zemských plemen černé barvy ve dvou vzdálených oblastech, v hrabství Devon a Cornwall v jihozápadní Anglii a v Essexu, Suffolku a Kentu na východě.
Populace černých prasat ve východní Anglii, především v hrabství Essex, byla ovlivněna četnými dovozy prasat z Číny, které probíhaly na konci 18. století, zatímco prasata z Devonu a Cornwallu byla pravděpodobně blízce příbuzná prasatům chovaným v kontinentální Evropě, především ve Francii.
V Devonu se prasata původně šlechtila na co nejdelší délku těla, uší, rypáku, ocasu a štětin, ale selektivní chov vedl k postupnému zušlechtění plemene a v roce 1850 byl místní ráz cornwallského prasete větší, jemnější, s dobrou stavbou těla s pevnou konstitucí.
 Typ černých prasat v hrabství Suffolk a Kent se vyznačoval robustnější stavbou těla a vysokou plodností.
Podle některých teorií pochází černá pigmentace cornwallského prasete od guinejských zakrslých prasat dovezených z Afriky nebo od prasete neapolského.
Na konci 19. století byla černě pigmentovaná velká prasata mezi chovateli velmi oblíbená. V roce 1898 nebo 1899 vznikla v Ipswichi chovatelská organizace, the Large Black Pig Society. Logo společnosti, písmena LBP vepsána ve štítu, bylo zaregistrováno v roce 1902.
Plemenná kniha cornwallského prasete byla otevřena v roce 1899.  Došlo tak ke spojení velkých černých prasat z Devonu a Cornwallu s populacemi menších černých prasat z Essexu, hrabství Suffolk, s plemenem zvaným malé černé prase a s několika dalšími v té době téměř vyhynulými plemeny černých prasat z východní Anglie. Takto vzniklé cornwallské plemeno bylo v počátku v typu značně nejednotné, ale vzájemným křížením se rozdíly mezi prasaty z různých oblastí postupně stíraly a v roce 1913 už bylo dosaženo tvarové uniformity.

### Od roku 1910 do současnosti
V roce 1910 bylo cornwallské prase poprvé předvedeno na výstavě Královské zemědělské společnosti a Smithfieldského klubu a v roce 1919 ji prasnice cornwallského prasete vyhrála. V témže roce bylo vystaveno 121 cornwallských prasat, nejvíc ze všech plemen.
Ve 20. letech 20. století bylo plemeno na vrcholu popularity. Po druhé světové válce početní stavy začaly klesat s tím, jak zemědělci přecházeli na plemena prasat vhodná k intenzivnímu chovu ve stájích.
Chovatelská organizace byla v roce 1949 sloučena se svazem chovatelů National Pig Breeders Association, která se později přejmenovala na British Pig Association.
V roce 1955 vydala komise britského parlamentu zprávu o rozvoji chovu prasat ve Velké Británii. V ní byla odmítnuta krajová plemena prasat jako zastaralá a neefektivní a pozornost chovatelů se podle ní měla soustředit pouze na tři plemena: na plemeno welsh, britskou landrasu a bílé ušlechtilé prase.
Zpráva spustila období úpadku chovu všech ostatních britských plemen prasat, včetně cornwallského prasete. V roce 1973, kdy byla založena organizace The Rare Breed Survival Trust, už několik krajových plemen zcela vyhynulo a počet příslušníků ostatních plemen byl nebezpečně nízký. Cornwallské prase se ocitlo na seznamu ohrožených plemen.

### V českých zemích
Už v  roce 1896 bylo plemeno pod názvem cornwall dovezeno do Německa a následně také do většiny evropských zemí a také do Severní a Jižní Ameriky, do Afriky a do Oceánie.
Na konci 19. století docházelo k dovozu cornwallského prasete z Anglie i do českých zemí. Zde se křížilo s místními prasaty a stojí tudíž také u vzniku přeštického prasete. Ještě před první světovou válkou se plemeno chovalo na Moravě.
Další importy cornwallského prasete se odehrály mezi lety 1952 - 1955, kdy bylo plemeno využito k regeneraci přeštického prasete a také k užitkovému křížení kanců cornwall a prasnic plemene české bílé ušlechtilé. Výslední kříženci byli oblíbení pro svou odolnost, přizpůsobivost a schopnost využívat objemná statková krmiva. Dnešní linie Marino přeštického prasete pochází z kance plemene cornwall.

### V jiných zemích
Do Austrálie bylo importováno v roce 1902 nebo 1903. Plemeno bylo zvoleno oproti podobnému berkshirskému praseti, protože lépe snáší teplé počasí, má výbornou schopnost pastvy a je velmi plodné. V roce 1930 tvořila cornwallská prasata pouze jedno procento populace australských prasat a chovala se především ve státech Victoria, Jižní Austrálie a Tasmánie. Početnost plemene se i další roky pohybovala kolem jednoho procenta, s mírným zvýšením počtů po druhé světové válce a poklesem téměř k nulovému počtu nově zaregistrovaných zvířat v 80. letech 20. století.
První dovozy do Spojených států amerických se uskutečnily ve 20. letech 20. století, ale počty chovaných prasat byly natolik nízké, že v roce 1985 byl nutný opakovaný import.
V současnosti se ve Spojených státech chová cornwallské prase v malých stádech pocházejících z jedinců dovezených z Velké Británie v roce 1985 a 1990 a mimo Velkou Británii se plemeno chová také v Kanadě, Austrálii a Jižní Africe.

## Popis

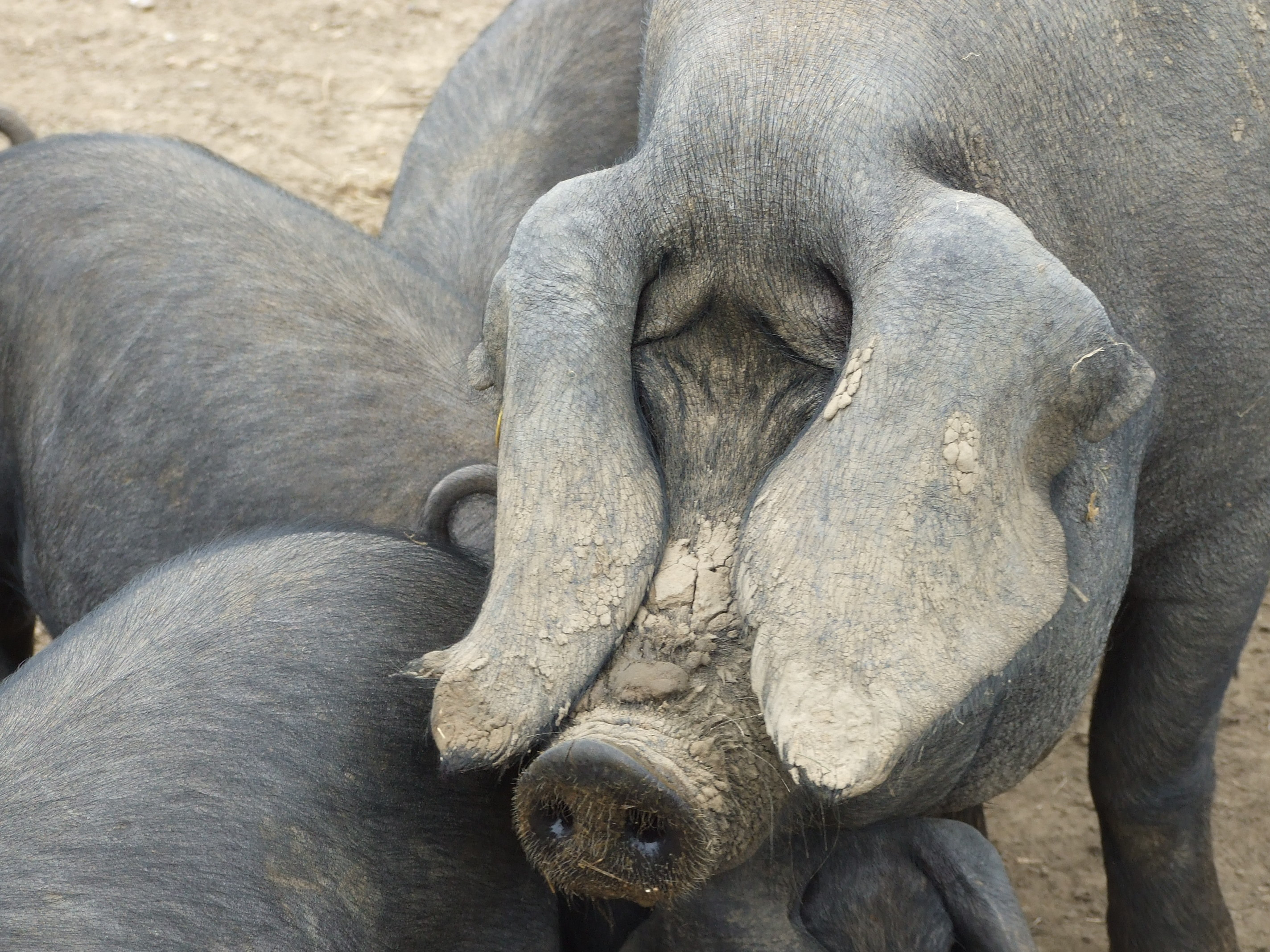
Cornwallské prase má nápadně velké, klopené uši, které často brání zvířeti ve výhledu

Cornwallské prase je prase velkého tělesného rámce s dlouhým a hlubším trupem. Hlavu má poměrně dlouhou a širokou, profil hlavy je mírně prohnutý. Ocásek je vysoko nasazený a štětiny řídké.
Je to konstitučně tvrdé plemeno proslulé odolností a vhodností k extenzivnímu chovu.
Cornwallské prase se nejvíce hodí k pastevnímu chovu, dobře využívá statková krmiva a umí tak efektivně transformovat málo kvalitní krmivo v maso. Je to jediné celé tmavě pigmentované plemeno prasat pocházející z Velké Británie, je tmavošedé až černé bez odznaků. Díky tomu nejsou citlivé na sluneční úpal.
Povaha cornwallského prasete je klidná, prasata lze pást v oplůtcích. Snadná ovladatelnost je částečně způsobena velmi velkýma klopenýma ušima, která zvířatům brání ve výhledu, uši ale také chrání oči zvířete před hlínou při rytí.
Cornwallské prasnice jsou plodné do vysokého věku a jsou dobrými matkami s dobrou mléčností. Ve vrhu bývá obvykle 8 - 10 selat, ale některé prasnice mívají až 13 selat. Je to právě prasnice cornwallského plemene, která je zapsána v Guinnessově knize rekordů za to, že mezi lety 1940 a 1952 porodila 26 vrhů selat – největší počet vrhů, který kdy byl u prasete zaznamenán. Dospělí kanci váží 320 až 360 kg a hmotnost prasnic se pohybuje kolem 270 - 320 kg. Obezita u prasnic zvyšuje riziko rozvoje cystické degenerace vaječníků a ztráty plodnosti. Postupem času se plemeno zvětšuje, na začátku 20. století činila průměrná hmotnost prasnic 230 kg.
Během vrcholu popularity plemene bylo cornwallské prase chováno především pro výrobu trvanlivých masných výrobků a bekonu. Maso je libové, cornwallské prase netvoří nadbytek hřbetního sádla. Pro masnou produkci bylo často kříženo s bílým ušlechtilým a středním bílým prasetem, výsledný užitkový hybrid byl oblíbený mezi chovateli pro svou životaschopnost. V současnosti je ale při velkovýrobě masa nežádoucí černá pigmentace kůže čistokrevných cornwallských prasat.

## Ochrana plemene
V roce 1954 bylo v plemenné knize zapsáno 2195 cornwallských prasat, 269 plemenných kanců a 1926 chovných prasnic. Tato zvířata tvořila asi 3,4 % tehdejší populace prasat ve Velké Británii, která činila přibližně 65 tisíc kusů prasat. V roce 1986 poklesl počet na pouhých 200 prasnic. Na konci roku 2011 bylo v plemenné knize evidováno 421 cornwallských prasat (86 plemenných kanců a 335 prasnic), což představuje malý nárůst oproti roku 2010, kdy jich bylo 405 (65 plemenných kanců, 340 prasnic). Cornwallské prase je nejvzácnější staré krajové plemeno prasat v Británii, i když počet jedinců pomalu stoupá v důsledku zvýšení poptávky po mase z tradičních plemen prasat. V roce 2011 bylo plemeno klasifikováno jako "zranitelné" na seznamu organizace the Rare Breeds Survival Trust, to znamená, že podle odhadu organizace existuje 200 až 300 chovných prasnic. Organizace chovatelů prasat The British Pig Association v současnosti registruje 6 krevních linií a 24 rodin cornwallského prasete.
V roce 2004 australská organizace the Rare Breeds Trust of Australia zapsala cornwallské prase na seznam kriticky ohrožených plemen, což znamená, že v plemenné knize prasat v Austrálii je každý rok registrováno méně než 30 nových chovných prasnic.
Americká organizace American Livestock Breeds Conservancy odhadla počet cornwallských prasat v roce 2008 na 300 chovných prasnic a zařadila plemeno na seznam kriticky ohrožených plemen, což znamená, že každý rok je do plemenné knihy ve Spojených státech zapsáno méně než 200 kusů a celosvětová populace je odhadnuta na méně než 2000 kusů. V USA se chová nejen pro zachování genetické diverzity, ale také pro maso. Jeho chov je dobrým způsobem, jak pokrýt vzrůstající poptávku po mase z pastevně chovaných prasat. Kanadská organizace Rare Breeds Canada v roce 1997 evidovala jeden poslední chov cornwallských prasat v Kanadě a řadí ho mezi ohrožená plemena s tím, že v zemi se chová méně než 500 kusů.